# Triacanthella
Genre
Triacanthella est un genre de collemboles de la famille des Hypogastruridae.

## Liste des espèces
Selon Checklist of the Collembola of the World (version du 16 novembre 2019) :
- Triacanthella alba Carpenter, 1909
- Triacanthella andina Cassagnau & Rapoport, 1962
- Triacanthella biroi Stach, 1924
- Triacanthella clavata (Willem, 1902)
- Triacanthella copelandi (Wray, 1963)
- Triacanthella enderbyensis Salmon, 1949
- Triacanthella frigida Cassagnau, 1959
- Triacanthella intermedia Dunger & Zivadinovic, 1983
- Triacanthella madibai Janion, D'Haese & Deharveng, 2012
- Triacanthella massoudi Najt, 1973
- Triacanthella michaelseni Schäffer, 1897
- Triacanthella najtae Izarra, 1971
- Triacanthella nivalis Cassagnau & Deharveng, 1974
- Triacanthella perfecta Denis, 1926
- Triacanthella purpurea Salmon, 1943
- Triacanthella rosea Wahlgren, 1906
- Triacanthella rubra Salmon, 1941
- Triacanthella setacea Salmon, 1941
- Triacanthella sorenseni Salmon, 1949
- Triacanthella terrasilvatica Salmon, 1943
- Triacanthella travei Cassagnau & Deharveng, 1974
- Triacanthella violacea Womersley, H, 1939
- Triacanthella vogeli Weiner & Najt, 1997

## Publication originale
- Schäffer, 1897 : Apterygoten. Ergebnisse der Hamburger Magalhaenischen Sammelreise, vol. 2, p. 1-48 (texte intégral).